# Русанова Поліна Митрофанівна
Поліна Митрофанівна Русанова (нар. 6 вересня 1946, місто Макіївка, тепер Донецької області) — українська радянська діячка, затяжниця Макіївського філіалу Донецького виробничого об'єднання взуттєвих підприємств. Депутат Верховної Ради УРСР 8-9-го скликань.

## Біографія
Освіта середня.
З 1964 р. — затяжниця, фрезерувальниця взуттєвої фабрики Донецької області.
З 1969 р. — затяжниця Макіївського філіалу Донецького виробничого об'єднання взуттєвих підприємств.
Член КПРС з 1972 року.
Потім — на пенсії у місті Макіївці Донецької області.

## Нагороди
- ордени
- медалі